# Un lugar llamado libertad
Un lugar llamado libertad (1995) es una novela histórica del autor británico Ken Follett ambientada en el siglo XVIII.

## Argumento
Ser minero del carbón en la Escocia del siglo XVIII significaba servidumbre y sufrimiento. Por eso Mack McAsh se enfrentó a su amo, lo que le obligó a huir. Para el joven comenzó una odisea, que le llevó a Londres y luego a las colonias de América del Norte, convertidas más que nunca en esperanza de libertad. Bajo el ropaje de una trepidante novela de acción en la que afloran los mejores sentimientos el amor, la generosidad, la entrega a los otros. Un lugar llamado libertad es una obra apasionante donde brilla el talento narrativo de uno de los autores más reconocidos de nuestro tiempo. 
La ubicación en el Reino Unido y la América del siglo XVIII está muy lograda y embellece mucho a la novela. Los roces de amor son apasionantes, de la misma forma que el sentimiento de poder ser libre tras haber sido un esclavo toda su vida.
- Datos: Q1114698